# Leeds Rhinos

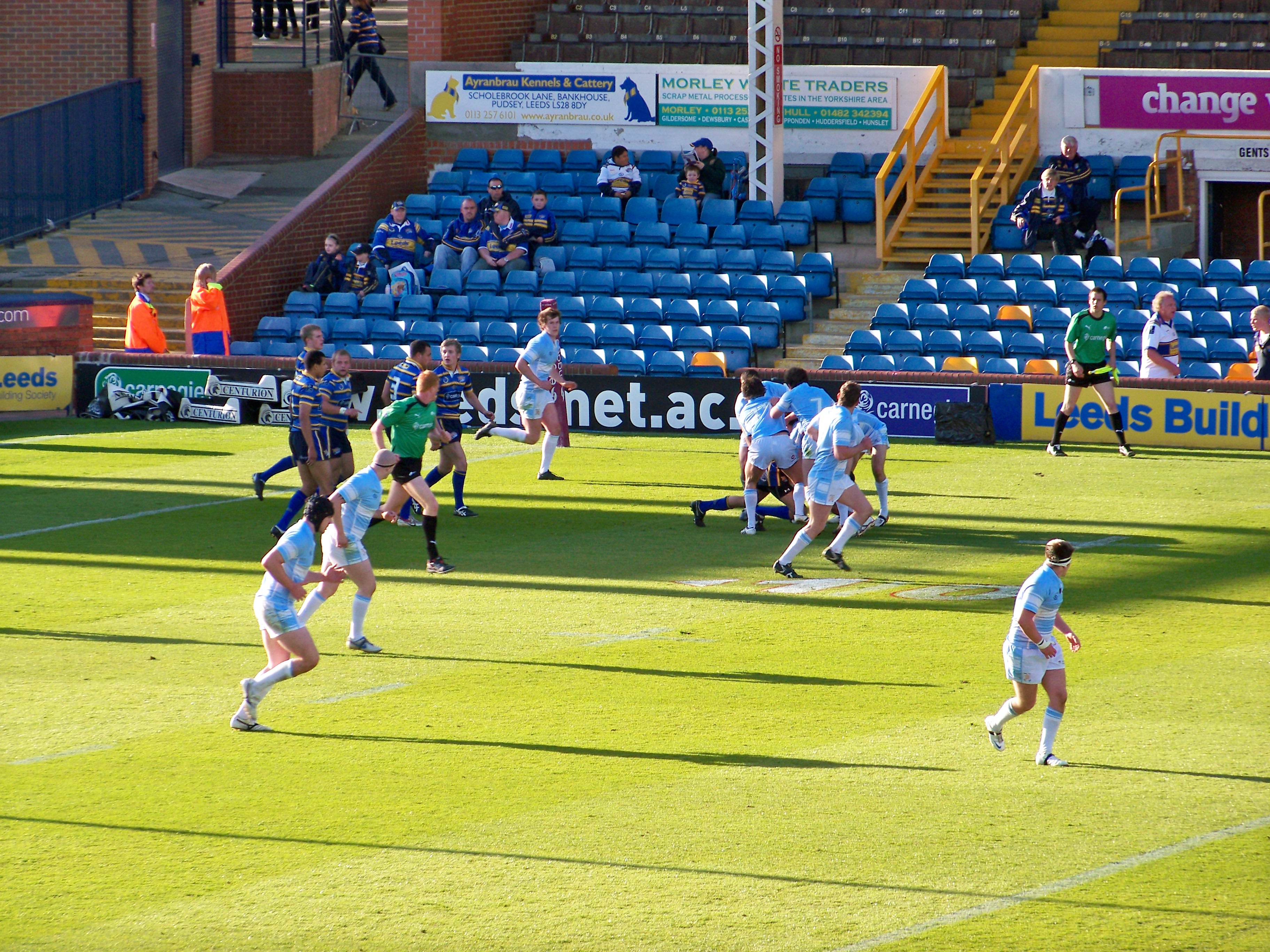
Leeds Rhinos jogando contra o Hull FC em 2009

Leeds Rhinos Inglês Rugby League é uma equipe de Leeds, em West Yorkshire.  Eles são a equipe mais vitoriosa da Europa e com mais títulos mundiais no velho continente. O clube joga no Estádio Headingley, subúrbio do norte de Leeds, local onde a Seleção Brasileira Feminina estreará na Copa do Mundo de 2021.